# Брель, Мария Петровна
Мари́я Петро́вна Брель (род. 16 октября 1982, Мозырь) — белорусская гребчиха, выступала за сборную Белоруссии по академической гребле в первой половине 2000-х годов. Бронзовая призёрша чемпионата мира, обладательница бронзовых медалей с этапов Кубка мира, многократная чемпионка молодёжных и республиканских регат, участница летних Олимпийских игр в Афинах. На соревнованиях представляла Гомельскую область, мастер спорта международного класса.

## Биография
Мария Брель родилась 16 октября 1982 года в городе Мозыре Гомельской области Белорусской ССР. Активно заниматься академической греблей начала в раннем детстве, проходила подготовку в мозырской специализированной детско-юношеской школе олимпийского резерва и в гомельском государственном училище олимпийского резерва, тренировалась под руководством таких специалистов как Владимир Синельщиков и Валерий Дьяченко.
Первого серьёзного успеха добилась в 2000 году, когда попала в юниорскую сборную Белоруссии и побывала на юниорском чемпионате мира в хорватском Загребе, где завоевала золотую медаль в зачёте парных четырёхместных экипажей. Год спустя в той же дисциплине заняла пятое место на молодёжном мировом первенстве в австрийском Линце и дебютировала на взрослом международном уровне: выиграла три бронзовые медали на различных этапах Кубка мира, в распашных восьмёрках с рулевой финишировала пятой на чемпионате мира в швейцарском Люцерне. В сезоне 2002 года в распашных восьмёрках стартовала на всех трёх этапах мирового кубка (в том числе взяла бронзу на этапе в Бельгии) и вновь показала пятый результат в программе чемпионата мира, прошедшего на гребном канале в испанской Севилье. Ещё через год помимо финалов кубка была шестой на мировом первенстве в Милане.
Благодаря череде удачных выступлений Брель удостоилась права защищать честь страны на летних Олимпийских играх 2004 года в Афинах — вместе с напарницами Ольгой Березнёвой, Татьяной Нарелик и Марией Вороной добралась до утешительного финала «Б» и расположилась в итоговом протоколе на седьмой строке. После Олимпиады осталась в основном составе белорусской национальной сборной и продолжила принимать участие в крупнейших международных регатах. Так, в 2005 году в распашных безрульных четвёрках выиграла бронзовую медаль на чемпионате мира в японском городе Кайдзу, год спустя на аналогичных соревнованиях в английском Итоне вновь боролась за медали в этой дисциплине, однако на сей раз стала четвёртой, остановившись в шаге от призовых позиций. Вскоре приняла решение завершить карьеру профессиональной спортсменки, уступив место в сборной молодым белорусским гребчихам.
Имеет высшее образование, окончила Мозырский государственный педагогический университет имени И. П. Шамякина, где обучалась на факультете физической культуры. За выдающиеся спортивные достижения удостоена почётного звания «Местер спорта Республики Беларусь международного класса». В настоящее время проживает в Санкт-Петербурге.